# Kremser (Fuhrwerk)

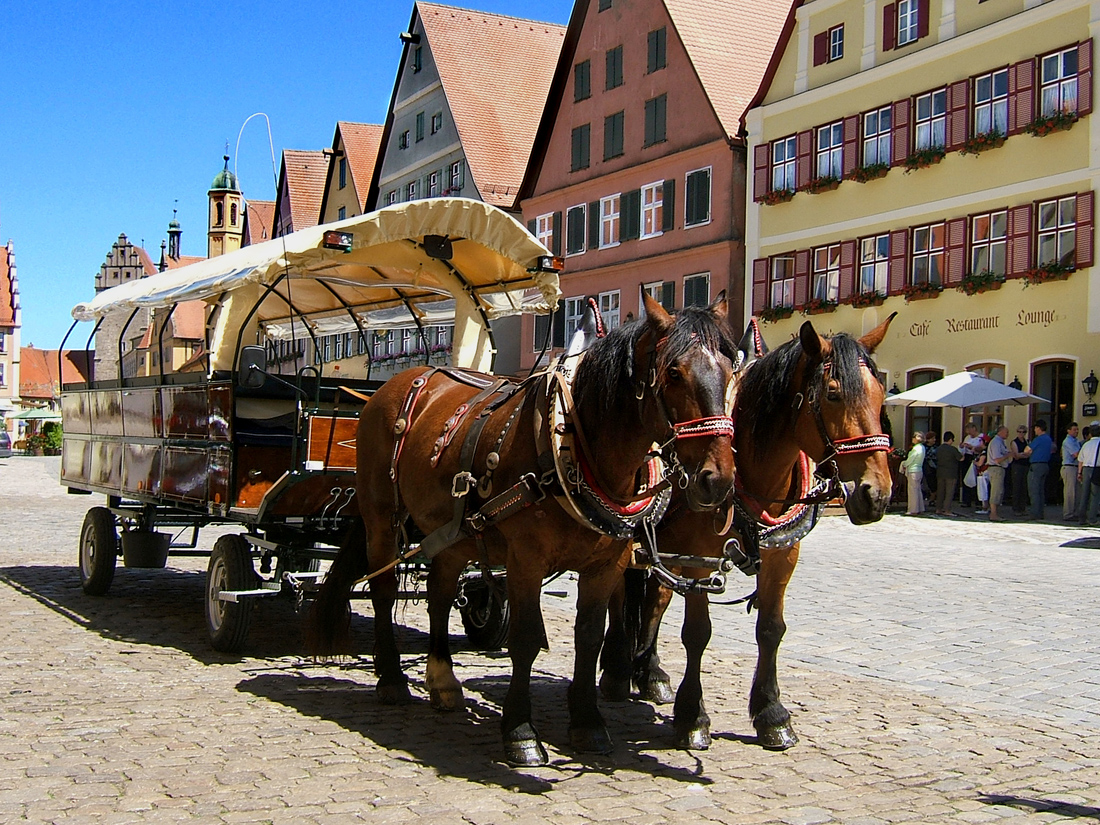
Moderner Kremser von vorne

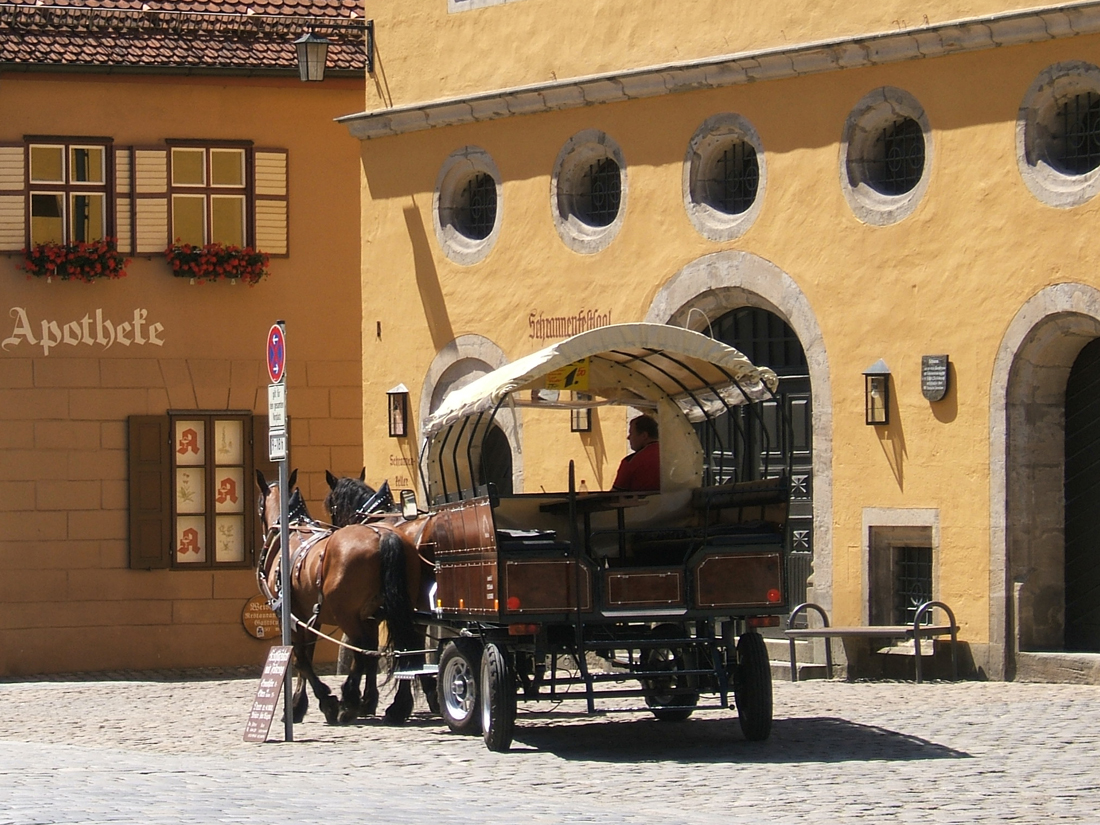
Von hinten

Ein Kremser ist ein geräumiger, gefederter Planwagen mit Längsbänken an beiden Seiten. Eingeführt wurde dieser Kutschentyp 1825 von dem Berliner Fuhrunternehmer Simon Kremser, der ihn als Pferdeomnibus einsetzte. Mit seiner ersten Buslinie, die vom Brandenburger Tor nach Charlottenburg führte, begann der öffentliche Nahverkehr in Berlin.
Bezogen auf die Klassifikation der verschiedenen Pferdewagen ist der Kremser so etwas wie der große Bruder der Wagonette.
Wie bei vierrädrigen Wagen mit Eisen- oder Hartgummireifen im 18. und 19. Jahrhundert üblich, hatten die ersten Kremser große Hinterräder und kleine Vorderräder.
Jüngere Kremser haben in der Regel vier gleich große luftbereifte Räder. Sie werden mit zwei, seltener vier Pferden bespannt.
Seit dem Ende ihres Einsatzes im Liniendienst werden Kremser vor allem als Gesellschaftswagen eingesetzt. Zu diesem Zweck sind sie oft mit einem langen Tisch zwischen den Bänken ausgestattet.
Da heute geeignete Zugpferde rar geworden sind und auch ältere Traktoren eine nostalgische Atmosphäre verbreiten, werden mancherorts von Motorfahrzeugen gezogene Anhänger zu Kremserfahrten eingesetzt.
Meyers Großes Konversations-Lexikon (1905–1909):
„Kremser, vielsitzige Mietwagen für Landpartien u. dgl., die vor den Toren halten (Torwagen), nach einem gleichnamigen Hofrat benannt, der 1822 die erste Berechtigung für Ausstellung solcher Wagen in Berlin erhielt.“